# Лоуз, Уильям
Уильям Лоус или Лоуз (William Lawes, апрель 1602 — 24 сентября 1645) — английский композитор и музыкант эпохи барокко.

## Биография
Уильям Лоус родился в Солсбери, графство Уилтшир, в семье дьякона кафедрального собора Томаса Лоуса. Точная дата рождения неизвестна, но тот факт, что окрестили будущего композитора 1 мая, позволяет отнести день его появления на свет к концу апреля 1602 года. Старший брат Уильяма Лоуса — Генри Лоус — впоследствии тоже стал известным композитором.
Музыке Лоус учился с детства. Выдающиеся способности талантливого подростка приятно удивили его покровителя, графа Хартфорда, который и настоял на том, чтобы юного Лоуса отдали в учение композитору Джону Копрарио. Вероятно, маэстро и познакомил Уильяма с принцем Уэльским, будущим королём Карлом I. После коронации принца Уильям и его брат Генри были приближены ко двору. Лоус получил титул «придворного композитора, сочинителя музыки для лютни и хора».
Всю жизнь Уильям Лоус провел при королевском дворе. Он сочинял в основном светскую музыку для камерного исполнения, а также песни и небольшие музыкальные сценки для маскарадов. Есть свидетельства того, что сам Лоус играл во время таких праздников на флейте. Среди наследия Лоуса немало и произведений духовной музыки, которые предназначались в основном для сопровождения богослужений с участием его величества.
С началом революции и гражданских войн Лоус остался верен своему высочайшему покровителю и присоединился к роялистам. Благодаря протекции короля Лоус был распределен в Королевскую гвардию: так монарх стремился максимально оградить любимого композитора от опасности. Однако это не помогло. Во время битвы на Роутонской пустоши 24 сентября 1645 года, когда гвардия попала в засаду и была вынуждена принять неравный бой, Уильям Лоус был убит. Король приказал учредить по погибшему маэстро ещё один, отдельный траур, вдобавок к уже установленному трауру по королевскому родственнику, который погиб в том же бою. 
Автор эпитафии композитору поэт Томас Джордан использовал в надгробной надписи игру слов: «Лоуса убили те, кто волю личную приравнивал к закону» (Созвучие фамилии музыканта Lawes и английского слова — laws законы), намекая на то, что сторонники парламента отрицали верховенство королевского закона и стремились установить собственные порядки.

## Творчество
Музыка Лоуса нежная, манерная, полифоничная. В основном это ансамбль из нескольких струнных, трех или шести скрипок и виол в сопровождении виолончели и такого ныне мертвого музыкального инструмента, как виола-лира. Мастерски используя фугу и элементы контрапункта, Лоус добивается причудливого музыкального рисунка в несколько пасторальном стиле. Излишняя витиеватость и сложность пьес Уильяма Лоуса способствовали тому, что уже в XIX веке его быстро забыли, и лишь в конце XX века наследие композитора вышло из забвения.